# Sapa Profiler
Sapa Profiler AB är en svensk aluminiumproducent som är marknadsledande på nationell nivå inom aluminiumprofiler och säljer till kunder i hela Europa. De är ett dotterbolag till den norska multinationella metallproducenten Sapa AS via holdingbolaget Sapa AB.
För 2013 omsatte de omkring två miljarder SEK och hade 1 109 anställda. Deras produktionsorter är Vetlanda och Finspång medan de har försäljningskontor i Göteborg, Stockholm, Umeå och Vetlanda samt i Baltikum, Finland och Norge.